# باكاشيبي (كيبك)
باكاشيبي (بالإنجليزية: Pakuashipi, Quebec)‏ هي منطقة سكنية تقع في كندا في بلدية مقاطعة لو جولف دو سان لوران الإقليمية. يقدر عدد سكانها بـ 312 نسمة .